# Teram SRL
Teram SRL war ein argentinischer Hersteller von Automobilen. Teram stand für Talleres Especializados Reparaciones Autos y Motores.

## Unternehmensgeschichte
Pedro Daverda und Federico De Bucourt gründeten das Unternehmen am 21. September 1948 in San Isidro. Zunächst importierten sie Fahrzeuge von Porsche. Ende 1955 übernahmen sie einige Produktionseinrichtungen sowie unfertige Fahrzeuge von IAME, die den Justicialista herstellten. 1956 begann die Produktion von Automobilen. Der Markenname lautete Teram. 1963 endete die Produktion. Insgesamt entstanden etwa 100 oder 144 Fahrzeuge.

## Fahrzeuge
Im Angebot standen offene und geschlossene Sportwagen. Drei verschiedene Vierzylindermotoren waren verfügbar. Der schwächste hatte 80 mm Bohrung, 74 mm Hub, 1488 cm³ Hubraum und 56 PS Leistung. Ein größerer Motor mit 82,5 mm Bohrung und 1582 cm³ Hubraum leistete bis zu 102 PS. Im Gegensatz zum Justicialista war der Motor im Heck montiert. Die Karosserie war ebenfalls überarbeitet worden. Die Front ähnelte dem Porsche 356. Bei einem Radstand von 240 cm und einer Spurweite von 125 cm waren die Fahrzeuge 415 cm lang, 157 cm breit und 135 cm hoch.
Außerdem entstanden ab 1951 einige Geländewagen mit Motor von Willys, die als Libertador vermarktet wurden.